# Dia Marítimo Mundial
O Dia Marítimo Mundial é um evento anual utilizado para chamar a atenção para a importância global das indústrias marítimas para o comércio mundial, assim como a promoção da segurança no transporte marítimo e para ajudar a proteger o ambiente marinho.